# Jasnaja (Kraj Zabajkalski)
Jasnaja (ros. Ясная) – osiedle przy stacji w Rosji, w Kraju Zabajkalskim, w rejonie ołowiannińskim. W 2010 liczyło 7785 mieszkańców.